# Hipódromo de San Isidro
El Hipódromo de San Isidro es un hipódromo que está ubicado en el Partido de San Isidro, en la provincia de Buenos Aires, Argentina. Cuenta con una pista de césped de 2783 metros de longitud por 45 metros de ancho, lo que permite realizar carreras de 1000 metros sin codo, además posee una de arena de 2590 metros de largo por 31 de ancho, mientras que con un codo interno su trazado se reduce a 2200 metros. 

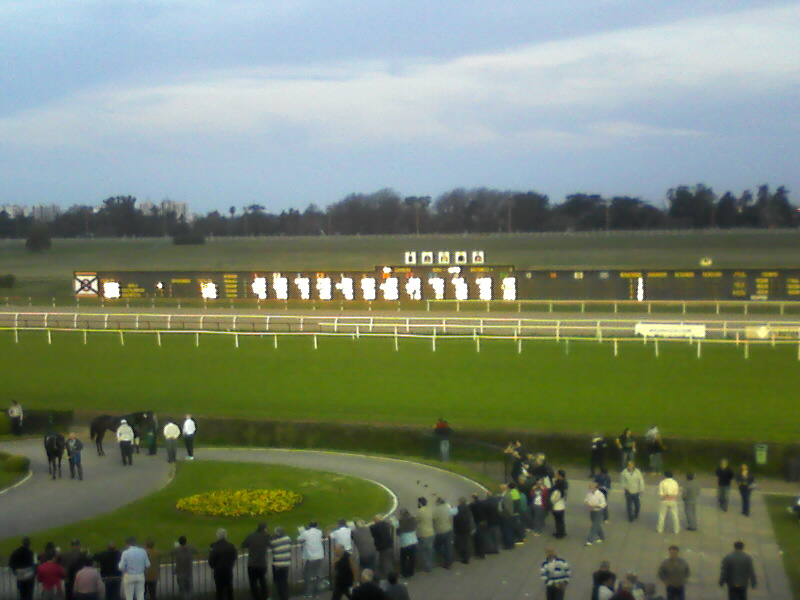
Panorámica del Hipódromo de San Isidro, donde se observa la redonda de exhibición de los purasangre, la pista de césped y el tablero electrónico indicador de dividendos.

En el Hipódromo de San Isidro se disputan 119 reuniones de carreras al año, por lo general, todos los miércoles, viernes por medio, sábado por medio y algunos domingos.

## Historia

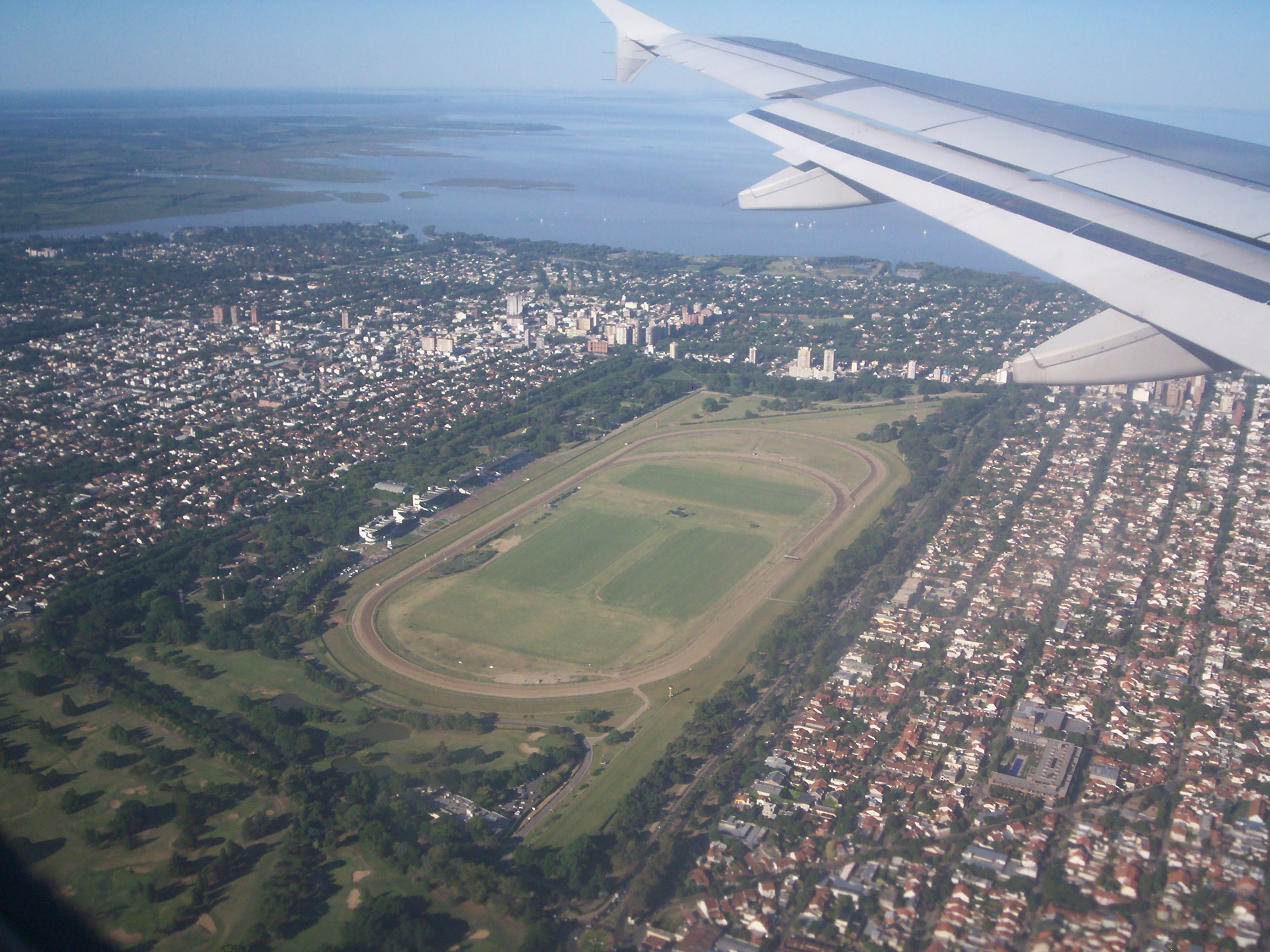
Hipódromo de San Isidro, visto desde el aire con el Río de la Plata al fondo.

En 1925 se les presentó a los herederos del fraccionado ex "Bosque Alegre" Aguirre Lynch y Gómez Aguirre -y a más de 25 herederos- la posibilidad de vender en bloque las casi 320 hectáreas que poseían en conjunto .La operación se realizó en noviembre de 1925. El precio total pactado fue de $ 4 500 000. El Jockey vendió una propiedad que tenía en la capital, frente a la Plaza San Martín, para pagar la parte del contado.
Ante el crecimiento que experimentaba la actividad hípica en Argentina, en 1926 el Jockey Club con el objetivo de construir un nuevo hipódromo, adquirió unos terrenos (aproximadamente 316 hectáreas) conocidos como la chacra de Aguirre en la localidad de San Isidro, Provincia de Buenos Aires, distante 22 kilómetros al norte de Capital Federal. En la actualidad, dichos terrenos se encuentran plenamente integrados a la trama urbana de la metrópoli. 
Aprovechando el gran tamaño de los terrenos, se decidió construir una pista oval de 2.783 metros de longitud, inaugurando las instalaciones el 8 de diciembre de 1935. En la jornada de inauguración, el jinete uruguayo Irineo Leguisamo ganó la primera carrera disputada en la historia del Hipódromo de San Isidro. 
Junto con la pista principal hecha en césped, se construyeron con el tiempo pistas de entrenamiento, boxes y un hospital veterinario, rodeadas de parques. Previamente se habían construido dos canchas de golf de 18 hoyos, diseñadas por Allister Mckenzie, las que fueron abiertas al público en 1930. En 1940 comenzó la construcción de una sede social de estilo inglés, el Club House del Golf, y ese mismo año se inauguraron las dos primeras canchas de polo, de las siete con las que cuenta actualmente. 
Una de las características de San Isidro es la gran capacidad que posee para recibir público, pudiendo albergar a 100 000 espectadores. En 1952, durante la disputa del Gran Premio Carlos Pellegrini, experimentó la asistencia récord de 102 600 personas, quienes fueron testigos de la victoria del ejemplar Branding.
En 1958 el Jockey Club anuncia que no puede hacerse cargo del hipódromo, y recién en 1962 el Gobierno Nacional decidió traspasarle su administración. El Hipódromo, que dejó de funcionar en 1976, fue donado por Lotería Nacional al Jockey Club en 1977 por decreto del presidente de facto Jorge Rafael Videla.
El 8 de diciembre de 1979 tuvo lugar la reapertura del Hipódromo, nuevamente bajo la conducción del  Jockey Club  notoriamente modernizado con la incorporación de un totalizador de apuestas electrónico con 597 máquinas expendedoras venta-pago. Las obras de actualización se completaron con la instalación de un moderno sistema de iluminación artificial. Luego de 14 meses de trabajos de reparación y modernización. En dicha jornada se estrenó el totalizador electrónico y un sistema de iluminación. En 1993 se inauguraría un nuevo sistema totalizador de apuestas, y en los años sucesivos se han seguido incorporando innovaciones, tales como un sistema de circuito cerrado de Televisión y 180 monitores para seguir el desarrollo de las carreras.
En la actualidad posee más de cuatro hectáreas.

## Carreras del hipódromo
Cada año se celebran alrededor de 120 reuniones hípicas. [cita requerida]
En diciembre de cada año se corre el Gran Premio Carlos Pellegrini, la prueba más importante del calendario hípico argentino. El mismo día se disputa el Gran Premio Internacional Joaquín S. de Anchorena y el Gran Premio Félix de Álzaga Unzué.
En octubre se disputa el Gran Premio Jockey Club, una carrera de potrillos que integra la Triple Corona. Como complemento se realiza el Gran Premio San Isidro y el Gran Premio Suipacha.
En el feriado del 25 de mayo se disputan tres carreras Grupo 1: el Gran Premio 25 de Mayo, el Gran Premio Gran Criterium, y el Gran Premio de Potrancas.
San Isidro tiene 15 carreras Grupo 1 en el Libro Azul IFHA 2022:
| Carrera                    | Distancia | Superficie | Sexo | Edad         | Premios (millones de pesos) |
| -------------------------- | --------- | ---------- | ---- | ------------ | --------------------------- |
| GP 25 de Mayo              | 2400      | Turf       |      | 3 y más años | 5,0                         |
| GP Carlos Pellegrini       | 2400      | Turf       |      | 3 y más años | 24,0                        |
| GP Copa de Oro             | 2400      | Turf       |      | 4 y más años | 4,6                         |
| GP Copa de Plata           | 2000      | Turf       | F    | 3 y más años | 9,0                         |
| GP Dos Mil Guineas         | 1600      | Turf       | M    | 3 años       | 3,0                         |
| GP Enrique Acebal          | 2000      | Turf       | F    | 3 años       | 6,0                         |
| GP Félix de Álzaga Unzué   | 1000      | Turf       |      | 3 y más años | 6,0                         |
| GP Gran Criterium          | 1600      | Turf       | M    | 2 años       | 2,5                         |
| GP Int. J. S. de Anchorena | 1600      | Turf       |      | 3 y más años | 8,0                         |
| GP Jockey Club             | 2000      | Turf       |      | 3 años       | 11,0                        |
| GP M. A. Martínez de Hoz   | 2000      | Turf       |      | 3 y más años | 4,0                         |
| GP Mil Guineas             | 1600      | Turf       | F    | 3 años       | 3,0                         |
| GP de Potrancas            | 1600      | Turf       | F    | 2 años       | 2,5                         |
| GP San Isidro              | 1600      | Turf       |      | 3 y más años | 4,6                         |
| GP Suipacha                | 1000      | Turf       |      | 3 y más años | 3,6                         |

Por su parte, San Isidro ha sido sede del Gran Premio Latinoamericano en 1982, 1992, 1998, 2005, 2011 y 2020.

## Eventos musicales

### Principales Conciertos y Eventos
| País                      | Artista                     | Año                    |
| ------------------------- | --------------------------- | ---------------------- |
| Bandera del Reino Unido   | Creamfields                 | 2001                   |
| Bandera de Argentina      | Floricienta - El Casamiento | 2 de diciembre de 2005 |
| Bandera de Argentina      | Festival de Arte Joven      | 2005-2010              |
| Bandera de Estados Unidos | Beyonce                     | 2010                   |
| Bandera de Argentina      | Las Pastillas del Abuelo    | 2013                   |
| Bandera de Estados Unidos | Lollapalooza                | 2014-presente          |
| Bandera del Reino Unido   | David Gilmour               | 2015                   |